# جهنمية
الجهنمية أو المجنونة أو البوغَنْفيليّة أو البوغَنْڤيليا (الاسم العلمي:Bougainvillea) هو جنس من النباتات يتبع الفصيلة الشبية من رتبة القرنفليات. سمي هذا الجنس من النبات تكريماً للملاح والمستكشف الفرنسي لويس أنطوان دو بوغنْڤيل (1729 - 1811 م).
والبوغنفيلية نبات متسلق أو معرش، وله عدة ألوان مُختلفة منها الأبيض والوردي والبرتقالي والأحمر، اللون الذي نراه لا يرجع للون الأزهار كما يعتقد الجميع إنما هو لون القنابات بينما الأزهار تكون صغيرة جدًا ويميل لونها إلى اللون الأبيض المصفر.
البوغنفيلية تنمو في الجو المشمس والجو الدافيء وهو ينمو في دول الخليج العربية، يحتاج النبات إلى الري الغزير في الصيف والمعتدل في الشتاء، تُسمّد مرة كل اسبوع في موسم النمو ويحتاج إلى درجة حرارة منخفضة 7 - 10 أو أكثر بقليل وتربة جافة في فترة السكون، ويتكاثر بالترقيد العقل.

## الوصف

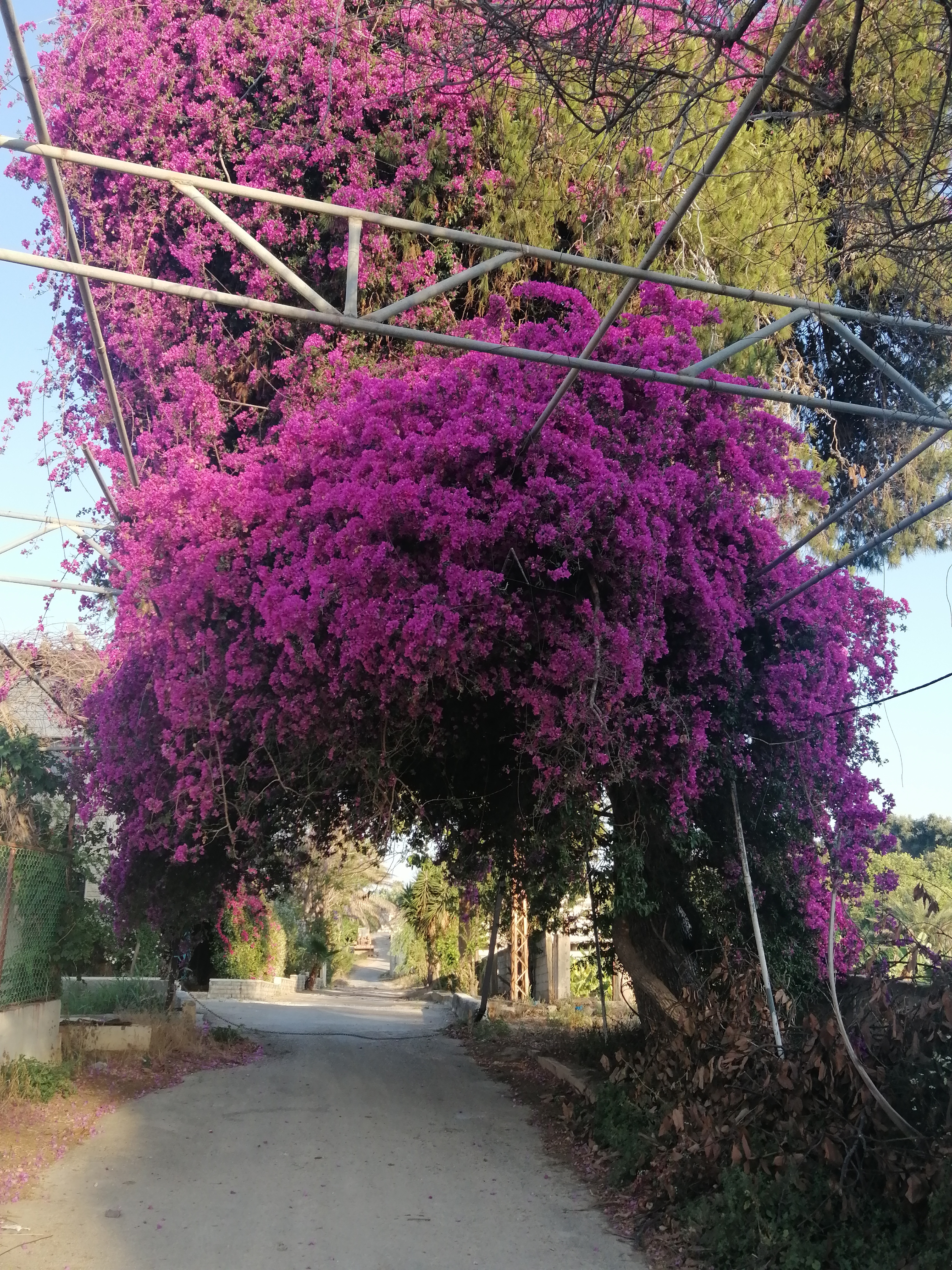
الجهنمية البنفسجية

تنمو الأنواع من 1 إلى 12 مترًا (3 إلى 39 قدمًا)، وتزاحم فوق النباتات الأخرى بأشواكها الشائكة. إنها دائمة الخضرة حيث يحدث هطول الأمطار طوال العام، أو نفضي إذا كان هناك موسم جاف. الأوراق متبادلة، مؤنف بيضوي بسيط، بطول 4-13 سم وعرض 2-6 سم. الزهرة الفعلية للنبات صغيرة وهي بيضاء عمومًا، ولكن كل مجموعة من ثلاث أزهار محاطة بثلاثة أو ستة أزهار بألوان زاهية مرتبطة بالنبات، بما في ذلك اللون الوردي والأرجواني والأرجواني والأحمر والبرتقالي والأبيض أو الأصفر. يطلق على نبات الجهنمية أحيانًا اسم «الزهرة الورقية» لأن كسراتها رقيقة ورقيقة. الثمرة عبارة عن آكين ضيق من خمسة فصوص.

## تاريخ
كان أول أوروبي يصف هذه النباتات هو فيليبرت كوميرسون عالم نبات رافق أميرال البحرية الفرنسية لويس أنطوان دي بوغانفيل أثناء رحلته حول الأرض، ونشرها لأول مرة أنطوان لوران دي جوسيو في عام 1789. من المحتمل أن يكون أول أوروبي لاحظ هذه النباتات هو جين باريت، عشيقة ومساعدة كوميرسون، والتي كانت خبيرة في علم النبات. ولأنها لم يُسمح لها بالصعود على متن السفينة بصفتها امرأة، فقد تنكرت في هيئة رجل من أجل القيام بالرحلة (وبالتالي أصبحت أول امرأة تبحر حول العالم).
بعد عشرين عامًا من وصف كوميرسون، نشرها أول مرة باسم "Buginvillæa" في Genera Plantarum العالمُ A.L de Jussieu في عام 1789. هُجّئ الجنس بعد ذلك بعدة طرق حتى حُدد أخيرًا باسم "Bougainvillea" في Index Kewensis في الثلاثينيات. في الأصل، كانت B. سبيكتابيليس وبروسيلا غلابرا غير متمايزتين حتى منتصف الثمانينيات عندما صنفهما علماء النبات على أنهما نوعان متميزان. في أوائل القرن التاسع عشر، كان هذان النوعان أول من أدخل إلى أوروبا، وقريبًا، باعت المشاتل في فرنسا وبريطانيا هذه الأصناف في أستراليا وعبر مستعمراتها السابقة. في غضون ذلك، وزعت حدائق كيو نباتات كانت قد نشرتها في المستعمرات البريطانية في جميع أنحاء العالم. بعد ذلك بوقت قصير، تمت إضافة عينة قرمزية في قرطاجنة بكولومبيا إلى أوصاف الجنس. كان يُعتقد في الأصل أنه نوع متميز، وقد أطلق عليه اسم B. buttiana تكريما للأوروبي الذي واجهه لأول مرة. ومع ذلك، صنفته الدراسات اللاحقة على أنه هجين طبيعي لمجموعة متنوعة من B. glabra وربما B. peruviana - «الجهنمية الوردية المحلية» من بيرو. سرعان ما عُثر على الهجينة الطبيعية لتكون شائعة في جميع أنحاء العالم. على سبيل المثال، في حوالي الثلاثينيات من القرن الماضي، عندما نمت الأنواع الثلاثة معًا، نتجت العديد من التهجينات الهجينة تلقائيًا تقريبًا في شرق إفريقيا والهند وجزر الكناري وأستراليا وأمريكا الشمالية والفلبين.

## انظر أيضاً

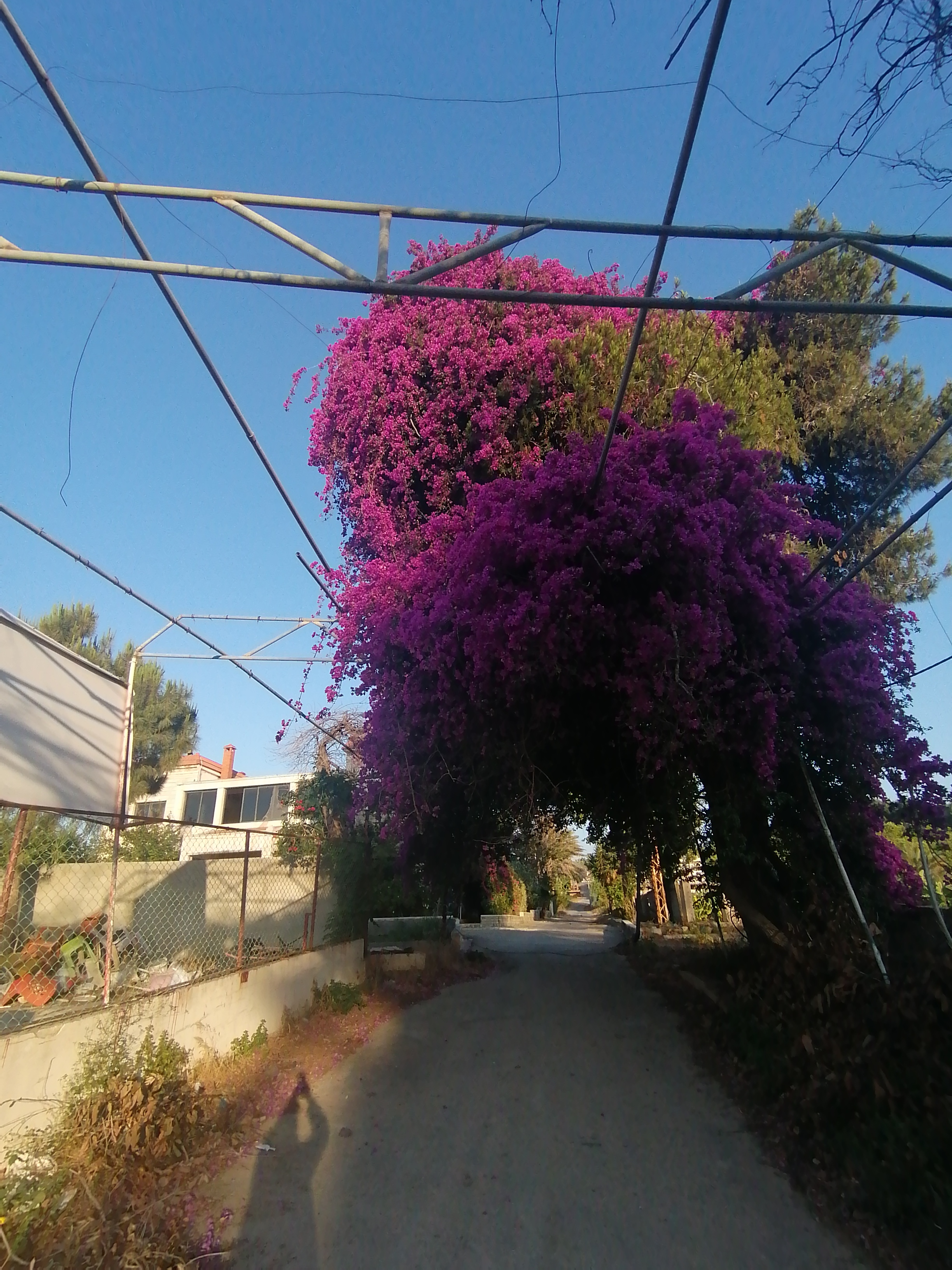
شجرة الجهنمية كثيفة وترسم مدخلاً